# بيلي توماس (كرة سلة)
بيلي توماس (بالإنجليزية: Billy Thomas)‏ مواليد 23 ديسمبر 1975 في شريفبورت، لويزيانا، هو لاعب كرة سلة أمريكي سابق بدأ مسيرته الاحترافية في سنة 1998. يبلغ طوله 6 قدم 5 بوصة (2.0 م). اعتزل اللعب في 2010.

## فرق لعب لها
- ريجاتاس كوريينتس
- بروكلين نتس

## إحصائيات المسيرة

### الموسم الاعتيادي
| السنة   | الفريق             | لعب | بدأ | دقيقة | ميداني% | ثلاثية | حرة   | ارتداد | صنع | استلاب | تصدي | نقطة |
| ------- | ------------------ | --- | --- | ----- | ------- | ------ | ----- | ------ | --- | ------ | ---- | ---- |
| 2004–05 | بروكلين نتس        | 25  | 0   | 14.2  | .362    | .304   | .778  | 1.4    | .7  | .6     | .0   | 3.7  |
| 2005–06 | واشنطن ويزاردز     | 17  | 0   | 7.7   | .325    | .333   | 1.000 | .8     | .5  | .6     | .1   | 2.2  |
| 2007–08 | بروكلين نتس        | 4   | 0   | 2.0   | .000    | .000   | 1.000 | .0     | .0  | .0     | .0   | .5   |
| 2007–08 | كليفلاند كافالييرز | 7   | 0   | 4.9   | .286    | .308   | .000  | .3     | .0  | .1     | .0   | 1.7  |
| المسيرة |                    | 53  | 0   | 10.0  | .338    | .304   | .846  | 1.0    | .5  | .5     | .0   | 2.7  |

### التصفيات
| السنة   | الفريق             | لعب | بدأ | دقيقة | ميداني% | ثلاثية | حرة  | ارتداد | صنع | استلاب | تصدي | نقطة |
| ------- | ------------------ | --- | --- | ----- | ------- | ------ | ---- | ------ | --- | ------ | ---- | ---- |
| 2004–05 | بروكلين نتس        | 2   | 0   | 1.0   | .000    | .000   | .000 | .0     | .0  | .0     | .0   | .0   |
| 2005–06 | واشنطن ويزاردز     | 3   | 0   | 4.7   | .000    | .000   | .500 | .3     | .0  | .0     | .0   | .7   |
| 2007–08 | كليفلاند كافالييرز | 3   | 0   | 2.7   | .500    | .500   | .000 | .3     | .3  | .3     | .0   | 1.0  |
| المسيرة |                    | 8   | 0   | 3.0   | .100    | .167   | .500 | .3     | .1  | .1     | .0   | .6   |

## روابط خارجية
- بيلي توماس على موقع إن بي أي (الإنجليزية)
- بيلي توماس على موقع سبورتس رفرنس (الإنجليزية)
- بيلي توماس على موقع كرة السلة الأوروبية.كوم (الإنجليزية)
- بيلي توماس على موقع كلية كرة السلة في سبورتس رفرنس.كوم (الإنجليزية)
- بيلي توماس على موقع ريلجم (الإنجليزية)
- بيلي توماس على موقع بروبوليرز (الإنجليزية)
- بيلي توماس على موقع سبورتس رفرنس (الإنجليزية)
- بيلي توماس على موقع سبورتس رفرنس (الإنجليزية)